# Huyết thanh pháp y
Huyết thanh pháp y là việc phát hiện, xác định, phân loại và nghiên cứu các chất dịch cơ thể khác nhau như máu, tinh dịch, nước bọt, nước tiểu, sữa mẹ, chất nôn, phân và mồ hôi, và mối quan hệ của chúng với hiện trường vụ án.  Một nhà huyết thanh học pháp y cũng có thể tham gia phân tích DNA và phân tích mẫu vết máu.  Thử nghiệm huyết thanh học bắt đầu bằng các xét nghiệm giả định cho phép nhà phân tích chỉ ra rằng một chất dịch cơ thể cụ thể có thể có mặt, nhưng không thể hoàn toàn xác nhận sự hiện diện của nó.  Sau các thử nghiệm giả định, sẽ đến các xét nghiệm xác nhận xem chất chưa rõ thực sự là gì.

## Phát hiện máu
Máu bao gồm huyết tương lỏng và huyết thanh với các thành phần rắn bao gồm hồng cầu (hồng cầu), bạch cầu (bạch cầu) và tiểu cầu (huyết khối).  Để phát hiện máu tại hiện trường vụ án, một loạt các xét nghiệm có thể được sử dụng.  Thử nghiệm công khai nhất bởi tội phạm cho thấy quá trình Luminol trong đó một hóa chất được phun lên bề mặt nơi nghi ngờ có máu.  Hóa chất này phản ứng với dấu vết của máu và phát huỳnh quang dưới ánh sáng tia cực tím.  Tuy nhiên, kỹ thuật này có thể tạo ra dương tính giả vì kim loại và hóa chất mạnh như thuốc tẩy cũng sẽ phát huỳnh quang.  Một xét nghiệm giả định phổ biến khác là xét nghiệm Kastle-Meyer hoặc Phenolphthalein.  Đây là một xét nghiệm xúc tác phát hiện nhóm hem trong máu vận chuyển oxy và carbon dioxide.  Đó là một phản ứng hai bước trong đó một giọt thuốc thử phenolphtalein được thêm vào mẫu máu nghi ngờ, sau đó là một giọt hydro peroxide.  Một kết quả tích cực gây ra một sự thay đổi màu sắc sang màu hồng.  Tương tự như xét nghiệm Kastle-Meyer, hemastix cũng là một xét nghiệm xúc tác được đơn giản hóa thành một dải chuyên dụng trong đó mẫu máu được thêm vào và kết quả dương tính làm thay đổi màu sắc sang màu xanh đậm. 